# 시편 151편
시편 151편은 대부분의 70인역 사본에서 볼 수 있는 짧은 시편의 이름이다. 그러나 히브리어 성경의 마소라 본문에는 포함되어 있지 않다. 70인역에 들어있는 이 시편 이름이 151인 까닭은 일반적으로 읽히는 시편이 150장을 이루는데 여기서 더 추가된 것이기 때문에 숫자를 부여한 것이다. 로마 가톨릭과 개신교에서는 정경으로 취급하지 않는 부분이지만 나머지 기독교파에서는 시편 151장을 대개 정경으로 인정한다. 다윗과 골리앗에 관계된 이야기에 대한 시이다. 페시타의 일부 필사본에도 포함되어 있다.
1956년 사해 문서의 일부로 발견되었다.

## 내용

### 70인역 본문
1. 나는 나의 형제들 중에서 작은자, 나의 아버지 집에서 가장 작은 자. 나는 아버지의 양떼를 돌보았다.
2. 내 손이 악기들을 만들었고, 나의 손가락이 거문고를 만들었다.
3. 그리고 누가 나의 주를 향하여 선포할까? 주님 자신은, 그 분은 모든 것을 들으신다.
4. 그는 자기 사자들을 보내셨다.
5-A. 나의 형제들은 아름답고 키가 장대하였도다
5-B. 그러나 주님은 그들을 기쁘게 여기지 아니하셨다.
4-B. 그는 나를 나의 아버지의 양떼로부터 데려와서
4-C. 그가 기름을 내게 부으셨다.
6. 나는 그 블레셋인을 만나러 나갔다. 그리고 그는 자기의 우상들을 의지하여 나를 저주하였다.
7. 그러나 그가 칼을 뽑을 때, 나는 그의 목을 자르고 이스라엘의 아들들로부터 수치를 제거하였다.

### 사해사본 시편 두루마리 히브리어 본문
1. 나는 나의 형제들보다 작은 자, 나의 아버지의 아들들 중에서 가장 작은 자
그래서 그는 나를 그의 양떼의 목자로 삼았으며, 그의 염소새끼들을 다스리는 자로 삼았도다
2. 내 손이 기구를 만들었고, 내 손가락은 거문고를.
그래서 나는 יהוה께 영광을 돌렸고 사는 심중으로 말하였다.
3. 산들은 그를 증거하지 아니하고 들도 선포하지 아니하나,
나무들은 내 말을 소중히 여겼고 양떼들은 나의 행위를 (소중히 여겼다.)
4. 대저 누가 יהוה의 행위를 선포하며, 누가 이야기하며 누가 전파하랴?
하느님께서 보신 모든 것, 그가 들으신 모든 것, 그리고 그가 유념하신 모든 것을.
5. 그는 내게 기름을 부으시려고 자기 예언자를 보내셨으니, 나를 위대하게 하시려고 사무엘을,
나의 형제들은 그를 영접하러 나갔으니 용모와 외모가 아름다운 자들
6. 비록 그들의 모습이 키가 크고 그 머리털이 아름다왔다고 하더라도
יהוה께서는 그들을 선택하지 아니하였다.
7. 그러나 그는 나를 양떼 뒤에서 데려와서 거룩한 기름을 내게 부으셨도다.
그리고 그는 나를 백성의 지도자로, 그의 계약의 자손들을 다스리게 하셨도다.
1. 그 때, 나는 (원수의 대열로)부터 방약무인 격으로 떠드는 한 블레셋 인을(보았다.)
2. 나는 ... 을

## 같이 보기
- 다양한 기독교의 정경
- 시편 1-150편